# Мордовсько-Паркинське сільське поселення
Мордо́всько-Па́ркинське сільське поселення (рос. Мордовско-Паркинское сельское поселение) — муніципальне утворення у складі Краснослободського району Мордовії, Росія. Адміністративний центр — село Мордовські Парки.

## Населення
Населення — 458 осіб (2019, 581 у 2010, 610 у 2002).

## Склад
До складу поселення входять такі населені пункти:
| Населений пункт             | Населення, осіб (2002) | Населення, осіб (2010) |
| --------------------------- | ---------------------- | ---------------------- |
| Зіновські Виселки, присілок | 57                     | 52                     |
| Краснопольє, село           | 247                    | 229                    |
| Мордовські Парки, село      | 306                    | 300                    |